# Schwanden (Glarus Süd)
Schwanden – miejscowość w gminie Glarus Süd w Szwajcarii, w kantonie Glarus. Liczba mieszkańców według danych z 31 grudnia 2020 wynosiła 2504 osoby. Do 31 grudnia 2010 samodzielna gmina.